# Acord de quinta disminuïda

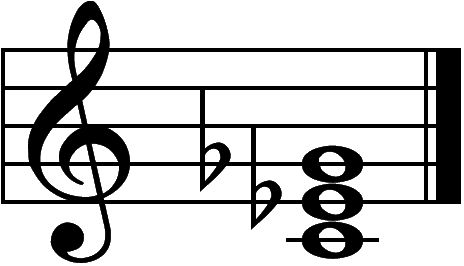
Acord de 5a. disminuïda sobre Do

En la teoria de la música, un acord de quinta disminuïda, també anomenat tríada disminuïda, és un acord que consta d'una quinta disminuïda i una tercera menor. També es pot veure com un acord amb dues terceres menors. Si el construïm sobre la nota Do, l'acord disminuït estaria format per les notes do, mi♭ i sol♭.

## Característiques
- Pel fet de contenir un interval dissonant, l'acord de quinta disminuïda es considera un acord dissonant.[2]
- En la música tonal, l'acord de 5a. disminuïda es forma sobre el setè grau (VII) de l'escala major i sobre el segon (II) i setè (VII) graus de l'escala menor harmònica.[3]